# Kanton Anglet-Nord
Kanton Anglet-Nord (francouzsky Canton d'Anglet-Nord) je francouzský kanton v departementu Pyrénées-Atlantiques v regionu Akvitánie. Tvoří ho pouze severní část města Anglet.